# Ziga (Oula)
Pour les articles homonymes, voir Ziga.
Ziga est une localité située dans le département de Oula de la province du Yatenga dans la région Nord au Burkina Faso. Située au sud du département, Ziga en est la principale localité tant en taille de population qu'en activité.

## Géographie
Ziga se trouve à 8 km au sud de Oula et à environ 23 km au sud-est du centre de Ouahigouya. Le village est à 6 km de la route nationale 2 reliant le centre au nord du pays.

## Économie
Dans le cadre du projet d'électrification intégrale de dix villages de la province du Yatenga, la Société d'infrastructures collectives (SINCO) construit en 2015 à Ziga une petite centrale solaire photovoltaïque d'une puissance de 69,12 kWc pour raccorder environ 2 500 foyers au réseau local.
En 2015, a été mis en place un programme de coopération avec l'Agence américaine pour le développement international (USAID) pour créer à Ziga des champs-écoles de sorgho et de niébé dans le but d'améliorer les productivités agricoles et de l'élevage pour atteindre une sécurité alimentaire ; le site et le village ont été visités en octobre 2016 par l'ambassadeur des États-Unis au Burkina Faso, Tulinabo Mushingi.

## Santé et éducation
Ziga accueille un centre de santé et de promotion sociale (CSPS) tandis que le centre hospitalier régional (CHR) se trouve à Ouahigouya.
Le village possède deux écoles primaires publiques (de six et trois classes) et l'un des deux collèges d'enseignement général (CEG) du département (l'autre se situant à Oula). Les études secondaires se font cependant au lycée provincial de Ouahigouya.